# Први судански грађански рат
Први судански грађански рат је војни сукоб између северног дела Судана и јужног дела, познатог као Јужни Судан, који је трајао између 1955. и 1972. године. Позадина сукоба повезана је са мандатом Уједињеног Краљевства у Египту од 1946. године. Британци су управљали Суданом поделивши га на југ и север. У фебруару 1953. Британија и Египат склопили су договор према коме је одлучено да се Судану подари независност. Северни део земље је био моћнији и богатији, углавном насељен становништвом исламске вероисповести, док је на југу становништво било сиромашније и већински хришћанско. Сукоб је трајао 17 година и за то време је настрадало око 500.000 људи. Рат је завршен потписивањем мировног Споразума у Адис Абеби између сукобљених страна, али је то представљало само привремено решење.